# هايدي برونر
هايدي برونر هي مغنية ومغنية أوبرا سويسرية، ولدت في 1961 في زيورخ في سويسرا.